# Randomizacja
Randomizacja (ang. randomization) – losowy rozdział badanych obiektów do grup porównawczych.
Randomizacja jest jednym z zabiegów metodologicznych stosowanych w celu zniwelowania wpływu niekontrolowanych zmiennych na wyniki eksperymentu (na zmienną objaśnianą).
Przykład:
Chcemy zbadać, czy nowy lek polepsza pamięć. Tworzymy dwie grupy osób badanych: grupę eksperymentalną, w której ludzie otrzymują ten nowy lek i grupę kontrolną, w której ludzie dostają placebo. Prosimy, aby nauczyli się listy słów. Następnie sprawdzamy, w której grupie ludzie więcej zapamiętali. Jeżeli grupa eksperymentalna zapamiętała znacząco więcej słów, to możemy wnioskować, że nowy lek rzeczywiście polepsza pamięć.
Randomizacja polega tutaj na tym, że skład obu grup jest dobierany losowo – np. rzut monetą decyduje o tym, czy dana osoba znajdzie się w grupie eksperymentalnej, czy w grupie kontrolnej. Dzięki takiemu zabiegowi można zasadnie twierdzić, że obie grupy nie różniły się statystycznie pod żadnym ważnym dla eksperymentu względem. W związku z tym można zasadnie twierdzić, że różnice w zapamiętywaniu wynikają tylko z własności badanego leku.